# Bladee
Бенџамин Ричвалд (рођен 9. априла 1994. године  ), познатији као Bladee (изговара се "Блејд"),  је шведски репер, певач, текстописац, модни дизајнер и члан музичке групе Drain Gang   
Свој деби албум Eversince  издао је 2016. године, а други албум Red Light у 2018. години - оба путем стокхолмске дискографске куће YEAR0001 .    Поред своје музике, Ричвалд ствара визуелну уметност која се често појављује као насловница за његова издања.   Ричвалд је такође креативни директор за одећу Јанг Лин-а Sadboys Gear.  

## Детињство и младост
Бенџамин Ричвалд је рођен 9. априла 1994. године у Стокхолму, у Шведској  а одрастао је у области Сканстул .  Ту се 2004. године сусрео са чланом Gravity Boys-a. Заком Арогундаде-ом, познатим и као Ecco2K. Њих двојица су били разредници и основали су бенд под називом "Krossad" када је Ричвалд имао 13 година, што га је довело до интересовања за музику. Након тога, Арогундаде, под именом Малколм Секс, придружио се Ричвалду, под именом Кен Бeрнс, и формираће групу под називом Smog Boys. 
Након завршетка школе, Ричвалд се почео бавити музиком док је радио у вртићу. 
Ричвалд је објавио неколико нумера 2011. године под именом Кен Бeрнс  , али је професионално почео са издавањем музике у 2012. години. Ричвалд је постао пријатељ са репером Јанг Лин, који је био пријатељ Ричвалдовог брата. Ричвалд је на крају послао поруку члану Сад Боис-а Јанг Шерману на СоундКлауду-у, тражећи сарадњу, што је резултирало радним односом између Ричвалдовог-овог Гравити Боис колектива и Линовогн Сад Боис Интеракмент. Ричвалд и Лин су тада снимили "Хил Ју // Блејдранер" из Линовог Ункновн Деатх 2002 микстејп-а, који је Блејду привукао пажњу Линових обожаватеља. 
Ричвалд је објавио свој деби микстејп, GLUEE 2014. године на етикети YEAR0001  која је описана као "летња химна за приградску генерацију која се заглавила скроловајући Твитер".  Микстејп је био успешан на платформи за дистрибуцију звука СаундКлауд, забележивши више од 2 милиона слушања.  Овај микстејп, у комбинацији с неколико синглова и виралним карактеристикама на Јанг Лина дебитантском микстејпу Ункновн Деатх 2002 успео је да догура Блејда у андергроунд хип хоп славу. 
Ричвалд је објавио свој деби албум, Eversince 25. маја 2016. године.  Албум је добијао мешовите критике из главних токова, али били су добро прихваћени од стране андергроунд и експерименталних критичара.  
2017. године Ричвалд се удружио с продукцијском групом Working on Dying како би издао свој други микстејп, назван по групи. 
2018. године је објављен Ричвалдовог другог, Red Light . 
У јулу 2018. године, Ричвалд и његов колега Екко2К су шетали ревијом мушке одеће Алик Студио С/С 2019 године у Паризу, на позив Метјув Вилијамса . 
Трећи микстејп Ричвалда, Icedancer, објављен је 28. децембра 2018. 

## Музички стил
Ричвалдов музички стил се одликује тешком употребом аутотјуна и фузија елемената трапа, алтернативног Р&Б-а, и клауд репа .  иД је Ричвалдов стил описао као "нагињање емоционалном репу са нејасном ло-фи продукцијом", иако је рекао 2018. године да је "еволуирао у некаквог аутотјунованог тамног анђела". 
У интервјуу 2019. Ричвалд је признао да често експериментише са својом музиком и да не воли да се ограничава у ономе што ради.  У истом интервјуу је изјавио да је његова музика терапеутска за њега и да је често користи за одзрачивање. 
У интервјуу са Ричвалдом, Џек Ејнџел, музички писац за " The Fader", звук Ричвалда описао је као "смрзнути футуризам" и напоменуо да музика Ричвалда евоцира "широк спектар емоција". 
Добио је широку пажњу због својих сарадњи и јавних наступа са Yung Lean-om
. 

## Дискографија

### Студио албуми
- Eversince (2016)
- Red Light (2018)
- Exeter (2020)
- 333 (2020)
- The Fool (2021)

### Микстејпови
- Gluee (2014)
- Working on Dying (2017)
- Icedancer (2018)

### Продужени синглови
- Rip Bladee (2016)
- Plastic Surgery (2017) [29]
- Sunset in Silver City  (2018)
- Exile (2018)
- Vanilla Sky (2019)

### Сараднички микстејп
- GTBSG Compilation (2013) (са Тхаибои Дигитал, Екко2к, Јанг Лин, Вајтармор, Јанг Шерман)
- AvP (2016) (са Тхаибои Дигитал)
- D&G (2017) (са Екко2к, Тхаибои Дигитал)
- Trash Island (2019) (са Екоо2к, Тхаибои Дигитал)

### Синглови
- "oxygen" (2012)
- "Carwash" (2013)
- "I WILL MAKE YOU BLEED" (2013) (са Тхаибои Дигитал)
- "my magic is strong" (2013)
- "Bleach" (2013) (феат. Екко2к)
- "Unreal" (2014)
- "Dragonfly" (2014)
- "Into Dust" (2014)
- "Reborn" (2014)
- "Psycho" (2015) (са Адамном Килла)
- "Butterfly" (2015) (са Тхаибои Дигитал)
- "Who Goes There" (2016)
- "Who's Going To Find Me Tonight" (2016)
- "Destroy Me" (2017)
- "Gotham City" (2017) (са Јанг Лин-ом)
- "I Want It All" (2017) (са Цартиер'ГОД)
- "Plastic Surgery" (2017)
- "Wallet Won't Fold" (2017)
- "Frosty The Snowman" (2017)
- "Decay" (2018)
- "I Choose To Be This Way" (2018)
- "Red Velvet" (2019) (са Јанг Лин-ом)
- "Trash Star" (2019)
- "All I Want" (2019) (са Мехатоком)
- "Apple" (2019)
- "Famous" (2019) (са Јанг Лин-ом, Блек Краи-ом и ЈСБ ОГ-ом)
- "#LetMeGo" (2019) (са Картиер'ГОД)
- "Girls just want to have fun" (2020) (са Екко2к)

### Гостовања
- Јанг Лин - "Nitevision" (2013)
- Јанг Лин - "Heal Me// Bladerunner" (2013)
- Тхаибои Дигитал - "Gtbletssgo" (2014)
- Тхаибои Дигитал - "Don't Dance" (2015)
- Јанг Лин - "Highway Patrol" (2016)
- Јанг Лин - "Hocus Pocus" (2016)
- Јанг Лин - "Pearl Fountain " (2016) (са црним крајем)
- Јанг Линн - "Hennessy & Sailor Moon" (2016) [30]
- Јанг Лин - "Head 2 Toe" (2016)
- Јанг Лин - "Red Velvet" (2019)
- Д33Ј - "10K Froze" (2019)
- Цхкпо - "Do You Love Me" (2019)
- Тхаибои Дигитал - "Bentley" (2019)
- Тхаибои Дигитал - "Legendary Member" (2019)
- Блек Краи- "Blue" (2019)